# اولدانیر سولیس
اولدانیر سولیس (اسپانیایی: Odlanier Solís‎؛ زادهٔ ۵ آوریل ۱۹۸۰) بوکسور اهل کوبا است.